# 1963年の日本の女性史
本項目1963年の日本の女性史（1963ねんのにほんのじょせいし）では、1963年（昭和38年）の日本における女性に関するできごとを時系列的に挙げる。参考文献は日本の女性史年表を参照のこと。
本項目は歴史研究としての女性史ではなく、日本における女性に関するできごとをある体系に基づいて述べようとするものではない。

## 1～3月
- 1月- 大熊信行、『朝日ジャーナル』5巻3号で論文「家の再発見」発表

それまでの経済学が家庭を"商品を消費する場"としか見ず"生命の再生産の場"としては見ようとしないことを批判し、"家庭"そのものを経済学の研究対象にすべきことを主張した。
- 1月14日 経済審議会答申「経済発展における人的能力の課題と対策」、婦人の再就職の促進、パートタイム制度の活用をうたう。
- 1月23-25日 第8回全国農協婦人大会、1400人参加、営農への取り組み・後継者養成・保育所設置・主婦農家の問題を討議、"暮らしの協同設計"活動の推進を決議
- 2月7日 婦人国会議員、映画『温泉芸者』は売春防止法を無視しているとして大映本社・映倫に抗議、参議院文教委員会でも検討。大映は4ヶ月で上映打切り。
- 2月9日 労働省、職業病キーパンチャー障害について作業管理の自主調整基準をまとめ各県労働基準局に通達
- 2月15日 人権を守る婦人協議会、日韓会談反対の街頭署名活動　2月16日 日韓会談反対全大阪婦人集会
- 2月22日 都政を良くする婦人集会、都政を良くする婦人懇談会呼びかけ
- 2月24日 女性ばかりの日本婦人交響楽団デビュー、三越劇場で
- 2月26日 労働省婦人労働課、使用者代表を招き女子事務員実態調査結果に基づき懇談会
- 2月- 郡山市に全国初の女子工業高校の設立決まる。
- 3月5日 参議院社会労働委員会で「保母の給料は安すぎる」と保母の待遇について論議
- 3月8日 国際婦人デー中央集会、日韓会談即時打切りなど決議、2000人参加
- 3月8日-4月16日 第10回婦人月間、『働く婦人の10年の闘い』発行。婦人月間実行委員会はこの年で解散。
- 3月10日 第1回母と子の全道集会、1280人参加、北海道で
- 3月27日 枚方市議会、乳児保育所の新設と保育料値上げ案可決
- 3月29日 戦没者の妻に対する特別給付金支給法公布 4月1日 施行
- 3月- 東京都、学童保育対策費を予算化

6月15日 渋谷区で学童保育開始、全国初の公立の学童保育

## 4～7月
- 4月1日 高等学校、女子の家庭科4単位必修となる。1960年の学習指導要領改定による。
- 4月10-16日 第15回婦人週間、「みんなの社会的良心が住み良いあすを築く」
- 4月20日 女子学生連絡協議会結成、お茶の水女子大学などの自治会参加
- 5月7日 憲法を守る婦人集会 、婦人会議よびかけ、300人参加
- 5月12-13日 第8回はたらく婦人の中央集会、2900人参加、職業別分科会が初めて設けられた。
- 5月30日 世界連邦京都婦人の会総会、全世界の婦人に核兵器の廃棄と平和を呼びかける「日本婦人アピール」採択。会長湯川スミ、会員700人
- 5月30日 世界婦人大会、デンマークで、日本から代表団10人参加
- 5月- 雑誌『平凡 』に連載の小山いと子著「美智子さま」、私生活侵害であるという宮内庁の抗議で連載中止。
- 5月- 児童福祉法施行15周年記念全国児童福祉会議、「新しい家庭づくり」が主題
- 6月2日 神戸市交通局バス車掌、「不正はしていない」と服装検査に抗議して自殺、追悼抗議集会がもたれた。衆議院運輸委員会などで服装検査制度をめぐって論議
- 6月7日 最高裁、「性格の不一致では離婚を認めない」との新判断
- 6月16日 ソ連で初の女性宇宙飛行士誕生、テレシコワ。

女性が宇宙から地球に向かって発した最初の言葉は「私はカモメ」。彼女は軍人以外から選ばれた初の宇宙飛行士でもある。
- 6月16日 地婦連、オリンピック国民運動推進連絡会議に参加、公衆道徳・国土美化・健康増進の3部門担当
- 6月24-29日 第5回世界婦人会議に日本から41人参加、モスクワで、「あらゆる信条・人種を越えて、世界平和をかちとろう」の平和アピール採択
- 7月4日 物価をおさえる婦人集会、物価をおさえる請願デー実行委員会主催
- 7月5日 売春防止法の一部改正案、審議未了で廃案となる。赤松常子など3婦人議員が参議院法務委員会に提出していたもの。
- 7月8日 国民婦人会議、大阪で開催、2000人参加、自民党婦人議員と家庭婦人の話し合いの会
- 7月25日 総評第23回定期大会、議長団に婦人を初めて選出、松井恒子日教組婦人部長
- 7月31日 中央児童福祉審議会保育制度部会「保育問題をこう考える」中間報告を発表

両親による愛情に満ちた家庭保育・母親の保育専念と父親の協力義務など家庭での保育を原則とする。
8月9日 中央児童福祉審議会家庭対策部会、「家庭対策に対する中間報告」を発表。人づくりの基本は家庭から、と。

## 8～12月
- 8月2日 婦民、「出産費国庫負担アピール」を発表 10月20日 出産費国庫負担要求第1回懇談会開催
- 8月21-22日 第9回日本母親大会、東京で、延べ27,000人参加

米・英・ソ連が締結した「部分的核実験停止条約」の評価について意見が対立。日本婦人会議・総評は前進であると評価、新婦人・婦人団体連合会（婦団連）は、前進とは評価できない、と。
- 8月- 東武鉄道労働組合、バス車掌について、妊婦の妊娠直後からの下車勤務と、通算60分の育児時間を認めさせる。
- 9月5日 松田道雄、毎日新聞紙上で「お役人に望むのは家庭の外づくり」と題して政府の「家庭づくり政策」を批判。厚生省児童課長黒木利克がこれに反論して紙上で論争を展開。

松田は「育児の責任の大半は母親にあることぐらい多くの母親は知っている」と前置きし、就労が生計のため又は職業意識のためを問わず、子育てとの調整について、既婚女性の就労を制度的に支えるような、政策的な解決策が考えられていない。政府の政策は、子どもの権利を認めるという言い方で、既婚女性を職業現場から追放することにならないか、と批判した。
今日では、この論争は、育児の専門性に関する論争と捉えられている。
- 10月6-7日 九州地区地域婦人大会（略・九州婦人大会）、九州各県の地婦連主催、1500人参加
- 10月10日 日本キリスト教婦人矯風会、深夜喫茶の取締り強化を要望
- 10月28-30日 全国社会福祉大会で風紀環境面からみた婦人福祉対策として売春問題を討議、全国社会福祉協議会（全社協）・厚生省など主催
- 11月2日 重税と高物価に反対する中央国民集会、母親大会実行委員会など60団体主催、5500人参加
- 11月4日 東京足立区千住母の会、会員3800人、俗悪テレビ番組追放運動を展開。全国に反響を呼ぶ。
- 11月14日 参議院社会労働委員会、三井三池三川炭鉱炭じん爆発事故の遺族に対し、未亡人の就職を促進するための職業訓練・職業紹介などの対策を推進する決議
- 11月16日 物価値上げ反対主婦の集い、物価対策国民会議主催、1万人参加、日比谷公園で。
- 11月19日 三池主婦会、三井三池三川炭鉱炭じん爆発事故責任追及抗議大集会、たいまつデモ 12月13日 お父さんの生命を守る交流座談会、街頭署名カンパ活動開始
- 11月21日 衆議院議員総選挙、婦人7人当選、投票率女70.02％、男72.36％
- 11月- 地婦連など、悪書追放運動を全国的に展開、悪書追放を日本出版協会に依頼。総理府が中心となって進め、地婦連などがこれに呼応した。
- 11-12月 第7回母性保護運動強化月間、運動の手引き「すこやかな母性のために」発行、ILO102・103条約署名運動の中間集約を行う

この年より、"母体"を"母性"と名称がえした。
- 12月5-6日 第9回全国農協婦人大会、テーマ「農村の現実をみつめ農協運動への理解を深め、いかに暮らしを高めるか」
- 12月20日 諏訪市議会議員の歳費50％上げに対して、長野県連合婦人会が反対運動を展開。 翌1964年1月28日 市側、減額で収拾
- 12月20日 関西主婦連、主婦連バターを売出し

## この年
- 農村で婦人消防団の結成さかん、青壮年の出稼ぎ増加に伴って。
- 婦民等婦人団体・母親団体が中心となり、各地で給食への脱脂粉乳の使用に反対運動
アメリカの余剰農産物の受入れで、文部省、1963年度予算で学校給食用として8500万トンの脱脂粉を買付け
- 母性保護状況（63年12月31日現在）出産休暇：有給 36.7％、無給 54％、育児時間：有給 39.7％、無給 45.7％、生理休暇：有給 52.8％、無給 38.5％、いずれも規模の大きい事業所ほど有給が多い
- 女性への解雇頻発、日東化学工業・30歳以上の女子、昭和電工・35歳以上の女子と有夫者、繊維産業・共働きの女子等
- 夫婦共稼ぎが目立ちはじめ、団地族の間にカギっ子登場
- 少女雑誌の週刊化が始まる。『週刊少女フレンド』（講談社）・『週刊マーガレット』（集英社）
- 大田区の私立幼稚園の入園願書受付に親達が徹夜で順番待ち。この頃から「教育ママ」の語がマスコミに登場。
- 歌謡曲「こんにちは赤ちゃん」に日本レコード大賞。「わたしがママよ♪」と、幸せムードあふれる核家族時代のママ像が晴れやかに登場。